# Liga do Nordeste
A Liga do Nordeste, ou Liga de Futebol do Nordeste (ou juridicamente, Associação dos Clubes de Futebol do Nordeste — ACFN), fundada em 1997, é a entidade máxima do futebol nordestino e responsável por defender os interesses políticos e comerciais dos principais clubes de futebol da Região Nordeste do Brasil. A Liga do Nordeste é uma associação privada cuja principal atividade econômica é a produção e promoção de eventos esportivos no Nordeste. Seu atual presidente é o potiguar Eduardo Rocha, presidente do América de Natal.
Em 1997, a Liga foi responsável pela organização da segunda edição da Copa do Nordeste de Futebol, ela ainda foi responsável até 2003. Na edição 1997, o campeão foi justamente o Vitória. Por motivos econômicos e desavenças com a CBF, em 2003 foi realizada a oitava e última edição do torneio regional. A Liga do Nordeste, a mesma parceira na atualidade, foi à justiça para recuperar o dano e o caso se arrastou por uma década – intercalado por outro torneio sem calendário, em 2010. Derrotada, a CBF articulou um acordo para evitar pagamento de indenização e aceitou organizar dez edições, começando a partir de 2013.
A Copa Nordeste tornou-se referência esportiva e financeira para região na última década, se tornando uma das principais competições da CBF. A Liga do Nordeste, ainda tem atritos regulares com a entidade que, sesmo sem obrigação judicial de realizar a Copa do Nordeste, garante o torneio em 2025 e possivelmente até 2026. Já que em 2024, acabou o prazo da decisão judicial que obrigou a CBF a realizar o torneio.

## Integrantes
A Liga do Nordeste é formada por dois clubes alagoanos, três baianos, dois cearenses, dois paraibanos, três pernambucanos, dois potiguares e dois sergipanos. No total, são dezesseis clubes integrantes, os quais estão listados abaixo:
A Liga do Nordeste foi fundada por 16 clubes. No ano de 2017 aconteceram as primeiras desfiliações da entidade. O Sport, um dos clubes fundadores, se desfiliou da Liga, alegando falta de datas e de rentabilidade da Copa do Nordeste. O Náutico também iria se desfiliar da Liga do Nordeste, junto com o rival Sport, mas desistiu da saída. Em 2019, o Sport decidiu voltar às competições organizadas pela entidade.

## Competições

### Futebol masculino
| Competição              | Primeira edição | Última edição | Atual campeão          |
| ----------------------- | --------------- | ------------- | ---------------------- |
| Copa do Nordeste        | 1994            | 2024          | Fortaleza (3.º título) |
| Categorias de base      |                 |               |                        |
| Copa do Nordeste Sub-20 | 2001            | 2021          | Vitória (6.º título)   |

### Futebol feminino
| Competição                | Primeira edição | Última edição | Atual campeão      |
| Extinta                   | Extinta         | Extinta       | Extinta            |
| ------------------------- | --------------- | ------------- | ------------------ |
| Copa do Nordeste Feminino | 2018            | 2018          | Sport (1.º título) |